# Ермори шоу
Ермори шоу (енгл. Armory Show) је прва велика умјетничка изложба, одржана у њујоршкој коњичкој касарни од 17. фебруара до 13. марта 1913. године, која је означила прекретницу у историји модерне умјетности у Сједињеним Државама. По први пут, америчка јавност успјела је да стекне готово потпуну представу о модерној умјетности и да створи своју умјетничку свијест кроз контроверзну конфронтацију америчких умјетника наспрам европских модела. Ова контроверза је посебно примјенљива на Марсела Дишана, чије је дјело Акт силази низ степениште, са значајним кубистичким и футуристичким утицајима, оштро критиковано, а генерално је примјенљива на свих укупно 1.100 изложених дјела у којима су изражени сви савремени умјетнички трендови, почев од Енгра, Делакроа и Kурбеа, преко фовиста, кубиста и експресиониста, до првих дјела европске апстракције. Основни значај ове велике изложбе схваћен је или препознат тек много касније.